# Стил Луја XIV
Стил Луја XIV, који се назива француским бароком, био је стил архитектуре и декоративне уметности. Имао је свој циљ да прослави краља Луја XIV и његову владавину. Овај стил је постао званични стил за време владавине Луја XIV (1643—1715), који је уметницима наметнут новооснованом Академијом за сликарсктво и вајарство (Краљевска академија сликараства и вајарства) и Академијом за архитектуру (Краљевска академија архитектуре). Имао је важан утицај на архитектуру других европских монарха, од Фридриха Великог Пруског до Петра Великог у Русији. Главне архитекте тог времена били су Франсоа Мансар, Жил Арден-Мансар, Робер де Кот, Пјер ле Муе, Шарл Перо и Луј ле Во. Најзначајнији споменици били су Версајска палата, Велики Тријанон у Версају и палата Инвалида (1675—91).
Стил Луја XIV имао је три периода. Током првог периода, који се поклапао с младим краљем (1643—1660) и владавином Ане од Аустријске, архитектура и уметност били су под снажним утицајем ранијег стила Луја XIII и барокног стила преузетог из Италије. Рани период је био почетак француског барока, посебно у првим делима Франсоа Мансара, дворац Мезон (1630—51). Током другог периода (1660—1690), под личном владавином краља, стил архитектуре и декорације постаје више барокни, тријумфалнији је и разметљивији. Посебно је изражен у изградњи Версајског дворца, а први барокни мајстори били су Луј ле Во и Жил Арден-Мансар. До 1680. године, намештај је био масиван, украшен мноштвом скулптура и позлатом. У каснијем периоду, захваљујући интарзији, намештај је украшен различитим бојама. Најистакнутији креатор намештаја у каснијем периоду био је Андре Шарл Бул. Последњи период стила Луја XIV, од око 1690. до 1715. године, назива се период транзиције; под утицајем Арден-Мансара и краљевог дизајнера Жана Берена Старијег. Нови стил је био лакши и имао је већу слободу линије, делимично захваљујући коришћењу украса од кованог гвожђа и већој употреби арабеске. Овај стил се наставља и за време Луја XV.

## Градска архитектура
Модел грађанске архитектуре у почетку владавине Луја XIV био је Во ле Викомт (1658), кога је пројектовао Луј ле Во, изграђен за краљевог шефа финансија Николаса Фукеа. Луј XIV је оптужио Фукеа за крађу, ставио га је у затвор, и узео зграду за себе. Дизајн је био под снажним утицајем барокног архитекте Франсоа Мансара. На фасади је комбиновао барокне елементе преузете из Италије и оригиналне елементе, као што је полукружни салон који је гледао на пространи француски врт који је дизајнирао Андре ле Нотр.
На основу успеха Во ле Викомта, Луј XIV га је изабрао да изгради нову палату у Версају. Луј је желео да од ловачке куће Луја XIII направи дворац за себе. Она је то постепено постајала. Током деценија она је највећи подухват у стилу Луја XIV. Након смрти Воа 1680. године, Жил Арден-Мансар је преузео Версајски пројекат; одвојио се од сликовитих пројекција и куполе и направио трезвенију и уједначенију фасаду, с равним кровом (1681). Он је користио исти стил како би ускладио друге зграде, које је тек градио, укључујући и стаје. Арден-Мансар је изградио и Велики Тријанон (завршен 1687), једнократни краљевски дом с лучним прозорима наизменично с паром стубова и равним кровом.
Још један нови велики пројекат који је спровео Луј је изградња нове фасаде за источну страну Лувра. Луј је позвао најпознатијег италијанског барокног архитекту, Ђована Лоренца Бернинија, да осмисли дизајн, али га је одбацио у корист трезвеније колонаде Пероа (1668).

## Црквена архитектура
У раном периоду своје владавине, Луј је почео да гради цркву Вал-де-Грас (1645—1710), капелу и болницу. На дизајну су радили Мансар, Жак Лемерсијер и Пјер ле Муе, а доршио га је Војвода Габријел. Његова живописна фасада чине га највећим делом италијанске и барокне париске цркве. Она је служила као прототип за касније куполе Палате Инвалида и Пантеона.
Следећа велика црква за време Луја XIV била је црква Палата Инвалида (1680—1706). Брод цркве, је урадио Либерал Бријан, био је сличан црквама тог времена, с јонским пиластрима и продорним сводовима и ентеријером који је личио на високи барокни стил. Купола, по Арден-Мансару, била је револуционарна, лежећи на структури с планом грчког крста. Купола је достигла огромну висину. Она и фасада биле су богато украшене скулптурама, удубљењима у нишама и украсима од позлаћене бронзе.
Најлепша унутрашњост цркве из каснијег периода Луја XIV је капела Версајског дворца, створена између 1697- 1710. године од стране Арден-Мансар и његовог наследника Робера де Кота. Декор је пажљиво биран, са светлим бојама и скулптурним детаљима.

## Велики стил Париза
Иако је Луј XIV касније оптужен да је игнорисао Париз, његова владавина је доживела неколико великих архитектонских пројеката који су отворили простор и украсили центар града. Идеја о монуметналним урбаним трговима окруженим јединственом архитектуром почела је у Италији, као и многе архитектонске идеје барокног периода. Први такав трг у Паризу био је Трг Ројал (сада Трг Вож) који је започео Анри IV Бурбонски, употпуњен је коњичком статуом Луја XIII; затим Трг Дофин на градском острву, на којој је била статуа Анрија IV на коњу. Почетни париски пројекат Луја XIV биле су нове фасаде на Лувру, једна окренута према Сени, а друга према истоку. То су била огледала новог монументалног стила овог владара. Старе цигле и камен Анрија IV су замењене. Све зграде око трга биле су повезане и изграђене на истој висини, у истом стилу. У приземљу су се налазиле наткривне аркаде за пешаке.
Први такав комплекс зграда под Лујем XIV био је Колеџ четири нације (сада Институт Француске) (1662—1668) окренут према Лувру. Дизајнирали су га Луј ле Во и Франсоа Дорбеј. Налазио се око седишта академија које је основао краљ, око капеле и библиотеке кардинала Мазарена. Национални Палата инвалида – комплекс за ратне ветеране који се састоји од резиденције, болнице и капеле – изгрдили су је Бријан и Жил Арден-Мансар (1671—1679). Луј XIV је затим наручио Мансару да изгради засебну приватну краљевску капелу с упечатљивом куполом, Црква светог Луја.
Следећи велики пројекат био је Трг победе (1684—1697), седам великих зграда из три сегмента око овалног квадрата, с статуом Луја XIV на коњу, која је планирана за средиште. Изградио ју је предузетник племић у суду, Жан Батист Предо, у комбинацији с архитектом Жил Арден-Мансар. Последњи урбани пројекат постао је најпознатији, Трг Вендом, такође Арден-Мансар, измећу 1699. и 1702. У још једној иновацији, овај пројекат је делимично финансиран продајом порцелана око трга. Сви ови пројекти имали су монументалне фасаде у стилу Луја XIV, дајући посебан склад трговима.

## Декорација ентеријера
У раном стилу Луја XIV, основна каратеристика декора биле су богатство материјала и напор да се постигне величанствени ефекат. Материјали који су коришћени укључују мермер, често комбинован с вишебојним камењем, бронза, сликама и огледалима. Они су убачени у екстремни оквир колонада, пиластра и ниша, која се пружају до зидова и горе до плафона. Врата су окружена медаљонима, фронтовима и рељефима. Димњаци су били мањи од оних у доба Луја XIII, али више украшени, с мермерном полицом на којој су вазе, испод резбареног оквира са сликом или огледалима, све окружено дебелом границом исклесаних листова или цветова.
На зидовима у време првог периода стила Луја XIV обично се славио војни успех, величанство и културна достигнућа краља. Ликови су представљани са војним почастима, кацигама, храстовим лишћем, које је симболизовало победу, и оружјем, обично направљеним од бронзе или од дрвета. Други декоративни елементи лично су славили краља: глава краља често се представљала као глава бога Сунца, Аполон, окружен палминим лишћем или позлаћеним зраком светлости. Орао обично представља Јупитера. Остали украсни детаљи су били позлаћени бројеви, краљевске палице и крунице.
Галерија огледала палате Версаја (1678—1684) била је дизајнирана од стране Шарл Лебрена, комбиновао је богатство материјала (злато и бронзу) које се рефлектовало у огледалу.
После 1690. године, почели су да се појављују нови елементи као што су шкољке и арабеска.

## Намештај
Током првог периода владавине Луја XIV, намештај је следио претходни стил Луја XIII и био је масиван и обилно украшен скулпуром и позлатом. После 1680. године, захваљујући у великој мери дизајнеру намештаја Андреи Шарлу Булу, појавио се оригиналнији и деликатнији стил. Базиран је на улошку од ебоновине и другог реткгог дрвећа, техника која је први пут коришћена у Фиренци у 15. веку, коју су Буле и други радили за Луја XIV. Намештај је био украшаван ебовином и егзотичним дрветом различитих боја.
Појавили су се нови и често трајни типови намештаја; комода, с две до четири фиоке. Канабе или диван, појавио се у облику комбинације две или три фотеље. Конзолни сто се појавио; дизајниран је да буде постављен уза зид. Још један нови тип намештаја био је на сто на столу, сто за држање посуђа.

## Сликарство
У првом делу владавине, француски сликари су били под великим утицајем Италије. Значајни француски сликари укључивали су Николу Пусена, који је живео у Риму; Клод Лорен, Он се специјализовао за пејзаже и провео највећи део своје каријере у Риму; Луј ле Нен, који је заједно са својом браћом радио углавном жанровске радове; Есташ ле Сијер и Шарл Лебрен, који су студирали код Пусена у Риму и били под његовим утицајем.
Са смрћу кардинала Мазарена (1661), краљевог премијера, Луј је одлучио да преузме личну одговорност за све аспекте живота, укључујући и уметност. Његов главни саветник за уметност је био Жан Колбер (1619—1683), који је био и његов министар финансија. Године 1663. Колбер је реорганизовао Краљевску радионицу за намештај, које су направиле широк избор луксузне робе и додале му Гобленску фабрику. У исто време уз помоћ Лебрена, Колбер преузео одговорност за Краљевску академију сликарства и архитектуре, коју је основао кардинал Мазарен. Колбер је, такође, преузео доминантну улогу у архитектури, узимајаући титулу надзорника зграде 1664. године. Године 1666. основана је Француска академија у Риму, да би искористила позицију Рима као водећег уметничког центра у Европи и обезбедила ток доброг обучавања сликара. Лебрен је постао декан француских сликара код Луја XIV, укључен је у архитектонске пројекте и дизајн ентеријера. Његови значајни декоративни радови укључули су и плафон Галерије огледала у палати Версај.
Главни сликар касније владавине Луја XIV је Хијасент Риго (1659- 1743) који је дошао у Париз 1681. и привукао пажњу Лебрена. Лебрен га је оријентисао према портретном сликарству и он је урадио портрет Луја XIV 1701. године, окружен свим атрибутима моћи, од круне на столу до црвених потпетица. Риго је ускоро имао разрађену радионицу за израду портрета племства; он је ангажовао специјализоване уметнике за стварање костима и драперија, а друге за осликавање позадина, од ратишта до вртова и салона, док се он концентрисао на композицију, боје и нарочито на лица.
Жорж де ла Тур (1593—1652) био је још једна важна фигура у стилу Луја XIV добио је титулу, именован је за дворског сликара краља и примао је високе исплате за своје портрете, иако је ретко долазио у Париз, радије је радио у свом родном граду Линевилу. Његове слике, са својим необично светлим и тамним ефектима, биле су необично тмурне, фигуре се једва виде у сенци, осветљене бакљама, изазвале су сажаљење. Поред религијонзних сцена, радио је и жанровске слике, укључујући и чувени Карташки преварант, показујући да је млади племић преварен на картама док други гледају пасивно. "Ниједан други сликар, чак ни Рембрант, никада није предложио тако велику и мистериозну тишину. Ла Тур је једини тумач мирног аспекта сенки.", Андре Малро (1951), писац и каснији француски министар културе.
У својим последњим годинама, укуси Луја XIV су се поново променили, под утицајем његове супруге Мадам де Ментенон, према више религиозним темама. Све слике у његовој приватној просторији су уклоњене и замењене једним платном, Свети Себастијан чува свету Ирену (око 1649) од Жоржа де ла Тура.

## Скулптура
Најутицајнији вајар тог периода био је Италијан Лоренцо Бернини, чији је рад у Риму инспирисао вајаре широм Европе. Отпутовао је у Француску; његов предлог за нову фасаду Лувра одбијене су од стране краља, који је хтео специфични француски стил.
Један од најистакнутијих скулптура код XIV био је Антоан Коезе (1640—1720) из Лиона. Студирао је архитектуру код Луја Лерамбера и копирао је античке римске градове, укључујући и Венера Медичи. Године 1776. његова биста краљевог званичног сликара Шарла Лебруна освојила је Краљевску академију сликарства и скулптуре. Ускоро је произвео монументалне скулптуру која ће пратити нове зграде које је изградио Луј XIV; направио је Карла Великога за краљевску капелу у палати Инвалида, а затим у дворцу Марли. Његова дела Нептуна из Маралије је сада у Лувру, а његове статуе Пана, Флоре и Хамадријада се сада налазе у парку Тиљерију. Његова статуа Слава краљу на Пегазу је првобитно направљена за дворац Марли, а сада се налази у Лувру. Направио је низ дивних скулптура водећих државника и уметника тог времена; Луј XIV у Версају, Колбер (за његову гробницу Светог Јевстатија); кардинала Мазарена за Колеџ четири нације (сада Француски Институт) у Парзу; драмског писца Жана Расинија; архитекте Вобана и дизајнера вртова Андреа ле Нотра.
Жак Саразен био је још један истакнуту вајар који је радио на пројектима за Луја XIV. Направио је многе статуе и украсе за палату Версај, као и каријатиде за источну фасаду Павиљона де л'Хорлоге у Лувру, окренуту према Трг Карусел, који се заснивали и на студијама оригиналних грчких модела и на рад Микеланђела.
Други значајни вајар у стилу Луја XIV био је Пјер Пиже (1620—1694), који је био вајар, сликар, инжењер и архитекта. Рођен је у Марсељу, а први је скулптурне орнаменте је урадио за бродове. Потом је отпутовао у Италију, где је радио као шегрт на барокним фасадама Палата Берберини и Палата Пити. Путовао је по Италији и Француској. Радио је областима: сликарства, вајарства и резбарије. Своју прослављену статуу каријатида направио је за градску већницу у Тулону 1665-1667, а тада га је запослио Николас Фукеа да би направио Херкулов кип за свој дворац Во ле Викомт. Он је наставио да живи на југу Француске, правећи значајне статуе Мило од Кротона, Персеја и Андромеде (које су сада у Лувру).

## Таписерије
Године 1662. Жан Батиста Колбер купио је таписеријиску радионицу од породице фламанских занатлија и претворио ју је у краљевску радионицу за производњу намештаја и таписерија, под именом Гобленова фабрика. Колбер је радионицу поставио под вођство краљевског дворског сликара, Шарла Лебрена, који је на тој позицији служио од 1663. до 1690. године. После 1697. године предузеће је реорганизовано и након тога је у потпуности посвећено таписерији за краља.
Теме и стилови таписерије били су слични темама на сликама тог периода, славећи величанственост краља и тријумфалне сцене војних победа, митолошких и пасторалних сцена. Иако су испрва и направљене само за употрбу краља и племства, фабрика је ускоро почела да извози своје производе у друге земље.
Фабрика краљевских гоблена имала је конкуренцију од два приватна предузећа, Бовеова мануфактура и Обисонове фабрике, која је производила радове у истом стилу, али мање квалитетно. Жана Берена Старијег, краљевски цртач и дизајнер, створио је серију гротетскиних тепиха за Обисон. Ове таписерије су некада славиле савремене теме, као што је рад који дизајнирао Обисон.

## Дизајн и спетакли
У првим годинама краљеве владавине, најважнија јавна краљева церемонија је била вртешка, низ вежби и игара на коњима. Ови догађаји су замишљени да замене турнире, који је забрањене након 1559. године када је краљ Анри II погинуо у несрећи. У новој, мање опасној верзији, јахачи су обично морали да пролазе кроз унутрашњост прстена. Од 5. до 6. јуна 1662. одржан је велики турнир како би се прославило рођење сина Луја XIV. Одржан је на тргу који раздваја Лувр од Трга Тиљерија, који је касније постао познат као Трг Карусел.
Свечани улазак краља у Париз такође је постао прилика за прославе. Повратак Луја XIV и краљице Марије Терезе у Париз након његовог крунисања 1660. прослављен је великом манифестацијом на сајму, на вратима града, где су изграђени велики престоли за нове владаре. Након церемоније, место је постало познато као Трг Троне или место престола, све док није постало Трг Нације 1880.
У краљевском домаћинству Луја XIV постојала је канцеларија која је била одговорана за декорацију на краљевским церемонијама и спектаклима, укљуљчујући балет, маске, ватромет, позоришне представе и друге забаве. Овом канцеларијом је управљао од 1674. до 1711. године Жан Берен Старији (1640—1711). Он је такође дизајнирао краљевску спаваћу собу и канцеларије, имао је огроман утицај на оно што је постало познато као стил Луја XIV; његов студио се налазио у Великој галерији Лувра, заједно с дизајнером краљевског намештаја Шарл Бул. Он је посебно одговарао за увођење измена верзије гротескног стила украшавања, првобитно креираног у Италији од стране Рафаела, у француском дизајну ентеријера. Користио је гротескни стил не само на зиду, већ и на таписеријама које су направиле радионице фабрике Обисон. Његови многобројни разноврсни дизајни укључивали су високо-украшени дизајн трансом ратног брода Краљ сунца (1670), назван по краљу.
Поред унутрашњег уређења, дизајнирао је и костиме и сценографију за краљевска позоришта, укључујући оперу Армида, коју је извео Жан Батиста Лили у позоришту Палата Ројал (1684), као и за лирски балет Годишња доба Лилијевог наследника, Паскала Коласа, 1695.

## Француски врт
Један од најтрајнијих и најпопуларнијих облика стила Луја XIV је француски врт, стил заснован на симетрији и принципу наметања реда у природи. Најпознатији пример је Версајски врт који је дизајнирао Андре ле Нотр, који је инспирисао копије широм Европе. Први важан француски врт био је у Воу ле Викомту, који је створио Николас Фуке, надзорник финансија Луја XIV, од 1656. Фуке је наручио Лују ле Воу да дизајнира дворац, Шарл Лебрен је дизајнирао статуе за врт и Андре ле Нотр је креирао баште. Простор је био испуњен партерима зимзелених грмова у украсним узровима, а улице су уређене статуама, чесмама и фонтанама. Замак је у центру ове строге просторне организације која је симбол моћи и успеха.
Версајски вртови, које је креирао Андре ле Нотр између 1662. и 1700. године, биле су највеће достигнуће француског врта. То је највећи врт у Европи - с површином од 15.000 хектара и постављен је на оси исток-запад. Башта је била пуна изненађења – фонтана, малих вртова испуњених статуама, који су пружали људима интимне просторе. Централни симбол врта је био сунце; грб Луја XIV, илустрована статуа Аполона у централној фонтани врта.